# Ataenius garamas
Ataenius garamas är en skalbaggsart som beskrevs av Henri de Peyerimhoff 1929. Ataenius garamas ingår i släktet Ataenius och familjen Aphodiidae. Inga underarter finns listade.